# Résolution 872 du Conseil de sécurité des Nations unies
Membres permanents
- Chine
- États-Unis
- France
- Royaume-Uni
- Russie

Membres non permanents
- Brésil
- Cap-Vert
- Djibouti
- Espagne
- Hongrie
- Japon
- Maroc
- Nouvelle-Zélande
- Pakistan
- Venezuela

Résolution no 871 Résolution no 873
La résolution 872 du Conseil de sécurité des Nations Unies, adoptée à l'unanimité le 5 octobre 1993, après avoir réaffirmé les résolutions 812 (1993) et 846 (1993) sur la situation au Rwanda et la résolution 868 (1993) sur la sécurité des opérations des Nations Unies, a souligné la nécessité pour une force internationale dans le pays et a donc créé la Mission d'assistance des Nations Unies pour le Rwanda (MINUAR).

## Mandat
La signature des Accords d'Arusha a été saluée ainsi que les efforts de l'Organisation de l'unité africaine (OUA) et de la Tanzanie à cet égard. La conclusion du Secrétaire général Boutros Boutros-Ghali selon laquelle la pleine coopération des parties entre elles est essentielle pour que l'ONU puisse remplir son mandat. À cet égard, la MINUAR a été créée pour une période de six mois, à condition qu'elle soit prolongée au-delà de la période initiale de quatre-vingt-dix jours après un examen par le Conseil de sécurité visant à déterminer si des progrès ont été réalisés dans la mise en œuvre des Accords d'Arusha. Il a été décidé que la MINUAR aurait le mandat suivant :
a) contribuer à la sécurité de Kigali, capitale du Rwanda ;
b) surveiller le cessez-le-feu qui prévoyait l'établissement de zones de cantonnement, de rassemblement et la démarcation de la nouvelle zone démilitarisée ;
c) surveiller la situation sécuritaire pendant la dernière période du mandat du gouvernement de transition, à l'approche des élections ;
d) aider au déminage ;
e) enquêter sur le nom respect des Accords d’Arusha ;
f) surveiller le rapatriement des réfugiés rwandais et la réinstallation des personnes déplacées à l'intérieur du pays ;
g) aider à la coordination de l'aide humanitaire ;
h) enquêter et rendre compte des incidents concernant les activités de la gendarmerie et de la police.
La Mission d'observation des Nations unies en Ouganda et au Rwanda serait intégrée à la MINUAR, et le Conseil a en outre approuvé la décision de Boutros-Ghali déclarant que le déploiement et le retrait de la MINUAR devraient être effectués par étapes et, à cet égard, que le mandat de la MINUAR, s'il était prolongé, devrait prendre fin après les élections nationales et l'installation d'un nouveau gouvernement au Rwanda, prévue pour octobre 1995. Le Secrétaire général a été autorisé à déployer le premier contingent de 2 548 soldats à Kigali pour une période initiale de six mois, lui permettant d'établir des institutions de transition et de mettre en œuvre d'autres dispositions de l'Accord de paix d'Arusha.
Il a également été demandé au Secrétaire général de rendre compte des progrès de la MINUAR et des exigences liées à ses effectifs et à sa composition. Il lui a également été demandé de maintenir l'effectif maximum de la mission aussi bas que possible, par exemple grâce à un déploiement progressif, et des réductions de planification ont dû être envisagées. L'intention du Secrétaire général de nommer un Représentant spécial qui dirigerait la mission a été saluée. Le Conseil de sécurité lui a demandé de parvenir à un accord sur le statut des forces, sous 30 jours.
Enfin, la résolution appelle les parties à garantir la sécurité du personnel des Nations Unies et aux États membres, agences spécialisées et organisations non gouvernementales à apporter une aide économique, financière et humanitaire au profit de la population et de la démocratisation du Rwanda.

## Voir également
- Histoire du Rwanda
- Guerre civile rwandaise
- Génocide des Tutsi au Rwanda